# ریچارد لکومت
ریچارد لکومت (انگلیسی: Richard Lecomte؛ زادهٔ ۳۰ مارس ۱۹۶۴) بازیکن فوتبال اهل فرانسه است که در پست هافبک بازی می‌کرد.
از باشگاه‌هایی که در آن بازی کرده‌است می‌توان به باشگاه فوتبال گنگام و باشگاه ورزشی آمیان اشاره کرد.